# Svärdsjö tingslag
Svärdsjö tingslag var ett tingslag i sydöstra Dalarna i Kopparbergs län. 
Tingslaget  upphörde 1889 då verksamheten överfördes till Falu domsagas norra tingslag. 
Tingslaget hörde före 1780 till Österdalarnas domsaga, mellan 1780 och 1798 till Kopparbergslagens domsaga, mellan 1798 och 1858 till Kopparbergslagens och Näsgårds läns domsaga och från 1858 till Falu domsaga.

## Socknar
Tingslaget omfattade följande socknar: 
- Svärdsjö socken
- Envikens socken